# 小行星4415
小行星4415（4415 Echnaton）是一颗绕太阳运转的小行星，为主小行星带小行星。该小行星于1960年9月24日发现。

## 轨道参数
小行星4415的轨道半长轴为2.3376307 UA，离心率为0.066。